# Битка на реци Недао
Битка на реци Недао се одиграла године 454. у Панонији између хунских снага под краљем Елаком на једној, и побуњених Гепида и Острогота под краљевима Ардариком и Теодомиром на другој страни. До побуне Гепида и Острогота је дошло годину дана након смрти хунског краља Атиле, чији су се синови сместа почели борити за престо, давши тако прилику многим подређеним народима да се ослободе хунске власти. Прецизна локација реке Недао није позната; део савремених историчара верује да је представљала једну од притока Саве, док је други смештају између Тисе и Карпата. У сваком случају, представљала је спектакуларан окршај који је дубоко импресионирао савременике, односно историчара Јорданеса који није крио одушевљен међусобним крвопролићем варвара који су само неколико година раније уједињени под Атилиним вођством сејали ужас по Римском царству. Хуни су у тој бици поражени, а краљ Елак погинуо. Остаци хунских снага су се повукли преко Карпата где су нешто касније без успеха под Денгизићем покушали обновити Атилино царство, док је део пребегао на римске територије и ушао у тамошњу војну службу. Након битке Панонијом су завладали Гепиди и Остроготи.